# Neurocythere
Neurocythere is een geslacht van uitgestorven kreeftachtigen uit de klasse van de Ostracoda (mosselkreeftjes).

## Soorten
- Neurocythere (Neurocythere) bipartita (Nienholz, 1967) Gruendel, 1973 †
- Neurocythere (Neurocythere) bradiana (Jones, 1884) Gruendel, 1973 †
- Neurocythere bipartita (Wienholz, 1967) Gruendel, 1973 †
- Neurocythere bradiana (Jones, 1884) Gruendel, 1973 †
- Neurocythere caesa (Triebel, 1951) Gruendel, 1973 †
- Neurocythere carinilia (Sylvester-Bradley, 1948) Gruendel, 1973 †
- Neurocythere composita (Wienholz, 1967) Gruendel, 1973 †
- Neurocythere craticula (Jones & Sherborn, 1888) Gruendel, 1973 †
- Neurocythere kirtlingtonensis Ware & Whatley, 1980 †
- Neurocythere oertlii (Bizon, 1958) Gruendel, 1973 †